# Дейвид Левитан
Дейвид Левитан (на английски: David Levithan) е американски редактор на антологии и плодовит писател на произведения в жанра социална драма, любовен роман за юноши, фентъзи, детска литература, романизация на филми и документалистика.

## Биография и творчество
Дейвид Левитан е роден на 7 септември 1972 г. в Шорт Хилс, Ню Джърси, САЩ, в семейство с еврейски произход. Израства в Милбърн, Ню Джърси, където през 1990 г. завършва гимназия. През 1994 г. завършва университета „Браун“ с бакалавърска степен по английски език и политически науки. На деветнадесет години става стажант в корпоразия Scholastic, където работи по сериала The Baby-sitters Club. По-късно става редакционен директор като редактира над 100 книги за „Междузвездни войни“ и свързаните поредици. Основава към компанията уеб списанието PUSH, антология за млади автори (като Крис Удинг, Маркъс Зюсак, и др.), за нови гласове и публикуване на по-остри материали за юноши. Преподава и творческо писане в университета The New School в Ню Йорк.
Първият му роман „В окото на торнадото“ от поредицата „Зона на бедствие“ е издаден през 1998 г. В него герои са братята Стиг и Адам, които предвещават бедствия и спасявят хора от тях.
В следващите години е автор на многобройни произведения, както романизация на филми, така и на произведения, включващи силни мъжки гей герои, най-забележителните от които са „Момче срещна момче“ и „Списъкът без целувки на Наоми и Ели“. Хомосексуалността става централна тема в творчеството му често с комедиен характер. Някои от книгите на Левитан са спечелили (през 2004, 2007, 2014) или са били финалисти (през 2005, 2009, 2013, 2023) за литературната награда „Ламбда“ за детска и юношеска литература на ЛГБТ тематика, което го прави най-известният автор в категорията.
Два от романите, му написани в съавторство с писателката Рейчъл Кон, са екранизирани – „Безкрайният плейлист на Ник и Нора“ от 2006 г. във филма Гадже за 5 минути, а „Списъкът без целувки на Наоми и Ели“ от 2007 г. в едноименния филм. През 2010 г. започва издаването на поредицата ѝ в съавторство с Рейчъл Кон – „Даш и Лили“. Тя също е екранизирана в едноименния сериал през 2020 г.
През 2010 г. е издаден романът му в съавторство с писателя Джон Грийн, „Уил Грейсън, Уил Грейсън“. В историята представена ретроспективно, в една студена нощ на най-невероятното място в Чикаго пътищата на двама непознати с еднакви имена се пресичат, световете им се преплитат, а животът животът им върви в нови и неочаквани посоки, стигайки до романтични обрати и продукция на най-страхотния гимназиален мюзикъл в историята. Продължението на поредицата „Здраво прегърни ме“ представя историята на Тайни Купър, герой от първия роман, от невероятното му раждане и детство до великото търсене на истинската любов.
През 2012 г. е издаден романът му „Всеки ден“, първият от едонимената поредица. Съществото А преживява всеки ден в различно тяло и живее различен живот, заради което никога не се превързва, не се забелязва и не се бърка. Докато един ден се събужда в тялото на Джъстин и среща неговата приятелка, Рианън. От този момент нататък накрая А намира някого, с когото иска да бъде всеки ден, но съществуването му не може да се промени, въпреки любовта, която преследва. През 2018 г. романът е екранизиран в едноименния филм с участието на Ангури Райс, Колин Форд и др.
През 2016 г. писателят е удостоен с наградата „Маргарет А. Едуардс“ на Американската библиотечна асоциация за няколко от произведенията си, включително „Момче срещна момче“ и „Списъкът без целувки на Наоми и Ели“.
През 2021 г. е издаден романът му в съавторство с писателката Дженифър Нивън, „Не ме напускай“. Един ден Беа Ахърн бяга от къщи в неизвестна посока от семейния тормоз, а брат ѝ Езра Ахърн остава сам с майка си и тираничния ѝ приятел. Проблемите в дома на Езра започват да излизат наяве, а Беа разкрива тайни от миналото им. Само любовта може да ги събере отново.
Дейвид Левитан живее в Хоубоукън.

## Произведения

### Самостоятелни романи
- The Mummy (1999) – по „Мумията“[1][3]
- Ten Things I Hate About You (1999) – по „10 неща, които мразя у теб“[4]
- Journey Through the Lost Canyon (2001)
- Boy Meets Boy (2003) – награда „Ламбда“[2][4]
- Full Throttle (2003) – по „Ангелите на Чарли: Газ до дупка“
- The Perfect Score (2004) – по „Идеалният резултат“
- The Realm of Possibility (2004)
- Are We There Yet? (2005)
- Marly's Ghost (2005)
- Nick & Norah's Infinite Playlist (2006) – с Рейчъл Кон
- Wide Awake (2006)
- Naomi and Ely's No Kiss List (2007) – с Рейчъл Кон
- Love Is the Higher Law (2009)
- The Lover's Dictionary (2011) – награда „Алекс“
- Every You, Every Me (2011)
- Invisibility (2013) – с Андреа Креймър
- Two Boys Kissing (2013) – награда „Ламбда“
- You Know Me Well (2016) – с Нина Лакур
- Sam & Ilsa's Last Hurrah (2018) – с Рейчъл Кон
- The Mysterious Disappearance of Aidan S. (2021)
- Take Me With You When You Go (2021) – с Дженифър Нивън
Не ме напускай, изд.: ИК „Ентусиаст“, София (2023), прев. Светлана Дичева
- Answers in the Pages (2022)
- Ryan and Avery (2023)
- Wide Awake Now (2024)

### Поредица „Зона на бедствие“ (Disaster Zone)
1. In the Eye of the Tornado (1998)[1][2][3]
2. In the Heart of the Quake (1998)

### Поредица „Малкълм средношколника“ (Malcolm in the Middle)
1. My Class Project (2000)[1][3]
2. Malcolm's Really Useful Guide to Getting Away with Anything! (2002)

### Поредица „Даш и Лили“ (Dash and Lily) – с Рейчъл Кон
1. Dash & Lily's Book of Dares (2010)[1][3]
2. The Twelve Days of Dash & Lily (2016)
3. Mind the Gap, Dash & Lily (2020)

### Поредица „Уил Грейсън, Уил Грейсън“ (Will Grayson, Will Grayson)
1. Will Grayson, Will Grayson (2010) – с Джон Грийн[1]
Уил Грейсън, Уил Грейсън, изд. Егмонт, София (2014), прев. Гергана Дечева
2. Hold Me Closer (2015)
Здраво прегърни ме : историята на Тайни Купър : роман във формата на мюзикъл, изд.: „Егмонт България“, София (2015), прев. Александър Маринов

### Поредица „Всеки ден“ (Every Day)
- Six Earlier Days (2012) – предистория

1. Every Day (2012)[2][3]
Всеки ден, изд.: „Егмонт България“, София (2015), прев. Гергана Дечева
2. Another Day (2015)
3. Someday (2018)

### Сборници
- How They Met (2008)[1][3]
- Up All Night (2008) – с други
- My True Love Gave to Me (2014) – със Стефани Пъркинс, Холи Блек, Али Картър, Мат де ла Пеня, Гейл Форман, Джени Хан, Рейнбоу Роуъл, Кели Линк, Майра Макинтайър, Лейни Тейлър и Кирстен Уайт
„Вашият временен Дядо Коледа“, разказ в сборника „Любовта ми подари : 12 празнични истории“, изд.: „Сиела“, София (2016), прев. Деница Райкова[6]
- 19 Love Songs (2020)

### Екранизации
- 2008 Гадже за 5 минути, Nick & Norah's Infinite Playlist – с Майкъл Сера и Кат Денингс
- 2015 Naomi and Ely's No Kiss List – с Виктория Джъстис и Пиърсън Фоде
- 2018 Всеки ден, Every Day – с Ангури Райс, Колин Форд, Деби Райън, Мария Бело и Джейкъб Баталон
- 2020 Dash & Lily – тв сериал, 8 епизода, с Остин Ейбрамс и Мидори Франсис